# Esteban De Jesús
Esteban De Jesús est un boxeur portoricain né le 2 août 1951 à Carolina et mort le 12 mai 1989.

## Carrière
Il se fait connaitre du grand public en infligeant sa première défaite à Roberto Durán le 17 novembre 1972 dans un combat sans titre en jeu en 10 reprises. Devenu champion d'Amérique du Nord NABF des poids légers en 1973, il est mis KO à la 7e reprise par Durán, alors champion du monde WBA de la catégorie. Malgré une seconde défaite en championnat du monde face à Antonio Cervantes l'année suivante, cette fois en super-légers, De Jesús parvient à relancer sa carrière en détrônant le champion WBC des poids légers Guts Ishimatsu le 8 mai 1976.
Après trois nouveaux succès avant la limite contre Hector Julio Medina, Buzzsaw Yamabe et Vicente Mijares Saldivar, il tente de réunifier les titres WBA et WBC en affrontant à nouveau Roberto Durán le 21 janvier 1978 mais perd ce combat par arrêt de l'arbitre à la 12e reprise. Esteban De Jesús met un terme à sa carrière en 1980 sur un bilan de 58 victoires contre 5 défaites

## Fin tragique
En 1981, il est accusé du meurtre d'un adolescent de 17 ans au cours d'une altercation liée à un trafic de drogue. Condamné à la prison à vie, il contracte le virus VIH et meurt le 12 mai 1989 à l'âge de 37 ans.